# Acacia spodiosperma
Acacia spodiosperma é uma espécie de leguminosa do gênero Acacia, pertencente à família Fabaceae.